# زمستان سخت (مجموعه تلویزیونی)
زمستان سخت (به ترکی استانبولی: Zemheri) یک سریال درام ساخت ترکیه است که توسط آی یاپیم تولید شده‌است، اولین قسمت آن در ۱۵ ژانویه ۲۰۲۰ به کارگردانی هیلال سرال و آخرین قسمت آن در ۱۸ مارس ۲۰۲۰ به پایان یافت و به نویسندگی سما ارگنکن منتشر شد. این سریال در ایران سال ۲۰۲۰ با دوبله فارسی از شبکه ام بی سی پرشیا پخش شد.

## بازیگران و شخصیت‌ها

### شخصیت‌های اصلی
- آلپرن دویماز : آیاز (پسر صفیه، برادر مته و فیلیز)
- آیچا آیشین توران : فیروزه (دختر عالیه و یاشار، خواهر فاروک و الوان)
- جانر جیندوروک : ارتان (پسر ایجلال، برادر مهوش و براک، رئیس شرکت)
- هازال فیلیز کوچوکوسه: براک (دختر ایجلال، خواهر ارتان و مهوش)
- شبنم دونمز: مهوش (دختر ایجلال، خواهر ارتان و براک)
- زرین تکیندر: عالیه (همسر یاشار، مادر فاروک و فیروزه و الوان)
- نیهال کولداش: صفیه (مادر آیاز و مته و فیلیز)
- مفیت کایاجان: یاشار (همسر آلیه، پدر فاروک و فیروزه و الوان)
- امیر چوبوکچو: فاروک (پسر یاشار و آلیه، برادر فیروزه و الوان، همسر سودا)
- آلینا اوزگچن: الوان (دختر یاشار و آلیه، خواهر فاروک و فیروزه)
- لیلا گورمن: ایجلال (مادر ارتان و مهوش و براک)
- صحرا شاش: سودا (همسر فاروک)

## برنامه انتشار
| فصل | تعداد قسمت‌ها | شروع فصل       | پایان فصل    | شبکه تلویزیونی |
| --- | ------------ | -------------- | ------------ | -------------- |
| ۱   | ۱۰           | ۱۵ ژانویه ۲۰۲۰ | ۱۸ مارس ۲۰۲۰ | شو تی‌وی        |